# Артсвауд
Артсвауд (нід. Aartswoud) — село в нідерландській провінції Північна Голландія. Входить до муніципалітету Опмер. Його населення станом на 2005 рік становило 490 осіб.

## Галерея

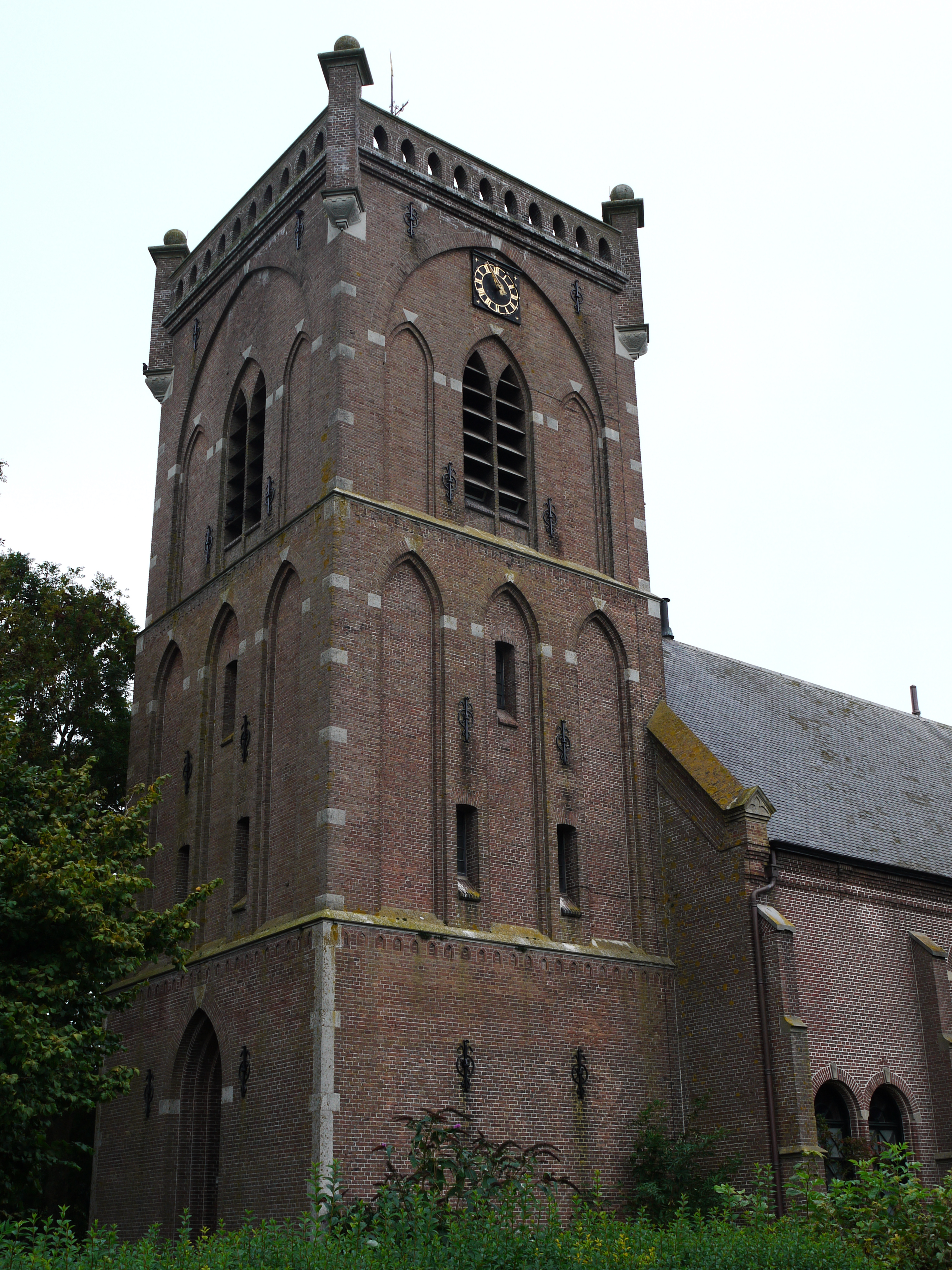
Реформістська церква